# Reteporellina berylae
Reteporellina berylae är en mossdjursart som beskrevs av William Roy Branch och Hayward 2005. Reteporellina berylae ingår i släktet Reteporellina och familjen Phidoloporidae. Inga underarter finns listade i Catalogue of Life.